# Pax
paxはIEEE Std 1003.2 (POSIX) 規格によって定義され作られたユーティリティである。paxはデフォルトでは、同じくPOSIX規格で定められているustarフォーマットのアーカイブを作る。IEEEは、tarとcpio、およびさまざまなUNIXのバージョンにおけるその実装の間にからまった互換性のないオプションを選別する代わりに、新しいアーカイブユーティリティを設計した。paxとはラテン語で平和を意味し、tarとcpioフォーマットの支持者の間に平和をもたらすよう名づけられている。

## paxコマンドのオプション
- -x format 出力フォーマット指定。ustar(tar互換)とcpioから選択。